# Терпинкод
Терпинко́д — комбинированный противокашлевый препарат, сочетающий слабый опиат кодеин, подавляющий возбудимость кашлевого центра, и терпингидрат, обладающий отхаркивающим действием. В России терпинкод имел дурную славу легкодоступного «аптечного» наркотика.

## Состав и форма выпуска
Таблетки белого цвета, допускаются сероватые вкрапления.
- кодеина - 0,008 г
- терпингидрата - 0,25 г
- натрия гидрокарбоната - 0,25 г;

20 таблеток в упаковке.

## Фармакологическое действие
Комбинированный препарат с противокашлевым и отхаркивающим действием.
Кодеин является агонистом опиоидных рецепторов, оказывает центральное противокашлевое действие (за счет подавления возбудимости кашлевого и дыхательного центров), уменьшая интенсивность и частоту приступов кашля, а также некоторое центральное анальгезирущее действие.
Терпингидрат усиливает секрецию бронхиальных желез, оказывает отхаркивающее действие.
Натрия гидрокарбонат снижает вязкость мокроты, изменяет рН бронхиальной слизи в щелочную сторону, в определенной степени стимулирует также моторную функцию мерцательного эпителия.
При использовании доз, превышающих рекомендованные в меньшей степени, чем морфин, угнетает дыхание, тормозит перистальтику кишечника, реже вызывает миоз, тошноту, рвоту, однако может вызвать запор. В небольших дозах кодеин не вызывает угнетение дыхания, не нарушает функцию мерцательного эпителия и не уменьшает бронхиальную секрецию. При длительном применении кодеин может вызывать лекарственную зависимость.
Препарат способствует эвакуации слизи из дыхательных путей при кашле и ослабляет кашлевый рефлекс. 
Максимальное действие наступает через 30—60 мин и продолжается в течение 2—6 ч.

## Показания
"Сухой" кашель различной этиологии при заболеваниях легких и дыхательных путей (в т.ч. бронхопневмония, бронхит, эмфизема легких) у взрослых и детей старше 2 лет (симптоматическое лечение).

## Способ применения и дозы
Препарат назначают внутрь по 1 таб. 2—3 раза/сут.
Максимальная продолжительность лечения без консультации врача - 5 сут.
Высшие дозы кодеина для взрослых внутрь: разовая - 0,05 г, суточная - 0.2 г.

## Побочное действие
- Аллергические реакции (кожный зуд, крапивница).
- Тошнота
- Рвота
- Запоры
- Головная боль
- Сонливость
- Гипотония [понижение давления]

При длительном применении — развитие лекарственной зависимости к кодеину.

## Противопоказания
- Повышенная чувствительность к компонентам препарата.
- Дыхательная недостаточность
- Бронхиальная астма
- Одновременный прием этанола или наркотических анальгетиков
- Детский возраст (до 2 лет)
- Беременность и период лактации.

## Беременность и лактация
Не рекомендуется назначать терпинкод в I триместре беременности. В связи с тем, что кодеин хорошо проникает через гематоэнцефалитический и плацентарный барьеры и может вызывать угнетение дыхания у ребёнка, следует избегать назначения терпинкода перед родами или при угрозе выкидыша. При необходимости применения терпинкода в период лактации следует решить вопрос о прекращении грудного вскармливания.

## Особые указания
- Продолжительное лечение высокими дозами может привести к лекарственной зависимости от препарата.
- Не следует назначать Терпинкод одновременно с муколитическими и отхаркивающими препаратами.
- Перед назначением противокашлевых средств следует уточнить причину кашля из-за возможной необходимости специального лечения.
- Пациентам, принимающим терпинкод, следует воздерживаться от употребления алкоголя.
- У пациентов с почечной недостаточностью выведение кодеина замедляется, поэтому рекомендуется увеличивать интервал между приемами препарата.
- Необходимо соблюдать осторожность в случае повышенного внутричерепного давления;
- Следует учитывать, что возможно одновременное применение препарата Терпинкод с бронходилататорами, антибактериальными средствами при лечении простудных заболеваний, сопровождающихся кашлем с трудноотделяемой мокротой.
- В связи с возможностью развития седативного действия во время лечения не рекомендуется заниматься видами деятельности, требующими повышенного внимания, быстроты психических и двигательных реакций.
- Спортсменам следует помнить, что препарат содержит кодеин и является допингом.

## Передозировка
Симптомы: тошнота, рвота, запор, затруднение мочеиспускания, головная боль, сонливость, нарушение координации движений глазных яблок, сужение зрачка, угнетение дыхания, аритмии, брадикардия. 

Лечение: промывание желудка с активированным углем, калия перманганатом, введение аналептиков, атропина, конкурентного антагониста кодеина — налоксона.

## Лекарственное взаимодействие
Терпинкод за счёт кодеина усиливает действие на нервную систему этанола, а также анальгетиков, снотворных и седативных средств. При совместном приёме с Левомицетином замедляется биотрансформацию кодеина в печени, продлевает, но не усиливает его действие. В больших дозировках Терпинкод усиливает действие и сердечных гликозидов.
Энтеросорбенты, вяжущие и обволакивающие средства могут уменьшать всасывание компонентов препарата.

## Условия хранения
В сухом, защищенном от света месте, при комнатной температуре. Хранить в недоступном для детей месте.

## Условия отпуска из аптек
01 июня 2012 г. препарат запрещен к применению в качестве средства безрецептурного отпуска.

## Срок годности
Срок годности — 4 года. Не принимать по истечении срока годности.

## Наркотические свойства
Терпинкод содержит в своём составе кодеин — наркотик из группы опиоидов. Данная особенность, а также возможность до 01 июня 2012 г. безрецептурного приобретения препарата сделали популярным среди некоторых людей его использование не по прямому назначению, а в качестве наркотического средства, с целью рекреации. Длительное применение высоких доз Терпинкода вызывает развитие физической и психической зависимости, которая мало чем отличается от любой другой опиатной наркомании.
Специфическим для злоупотребляющих большими дозами терпинкода является поражение почек терпингидратом, проявляющееся в виде токсико-аллергического интерстициального нефрита. Также терпингидрат вызывает аллергические реакции в виде поражений кожи, которые похожи на шелушащиеся струпья подобно перхоти.
В начале 2000-х годов Терпинкод, наряду с другим кодеиносодержащим препаратом Коделак компании Фармстандарт, был одним из самых продаваемых лекарственных препаратов, что иногда связывают с его популярностью среди потребителей наркотиков, в том числе, в связи с дефицитом героина.
По данным Душепопечительского Центра каждый третий наркозависимый «сидит» на легальных наркотиках: в 2003 году половина обратившихся к ним наркоманов были «трамаловые» и «терпинкодовые», остальные — героиновые; в 2004 г. 2/3 больных принимали кодеиновые препараты и залдиар; в 2005 г. за первые девять месяцев более половины наркозависимых являются «терпинкодовые» и «залдиаровые». Часто терпинкод, залдиар и трамал сочетаются с героином, и, когда на героин нет денег, зависимые употребляют именно их и «подсаживаются» на систематическое употребление данных препаратов. Физическая зависимость от кодеинсодержащих и трамалсодержащих препаратов такая же сильная, как и от героина, а психологическая зависимость нередко бывает сильнее, чем от героина, труднее поддаётся реабилитации, психоневрологические нарушения бывают выражены более резко, чем при приёме героина. Передозировка и смерть от этих препаратов далеко не редкость.